# Baldomero Hernández Carreras
Baldomero Hernández Carreras (Mahón, 1923-Ibidem, 21 de mayo de 2009) fue un militar español, capitán general de la IV Región Militar en la década de 1980.

## Biografía
Ingresó voluntario en el Regimiento de Artillería n.º 6 de Villacarlos en 1941, y en 1942 como cadete en la Academia General Militar donde formó parte de la primera promoción de la academia tras la guerra civil española. En 1944 obtuvo el grado de alférez y pasó a la Academia de Artillería, donde obtuvo el grado de teniente. También hizo estudios de psicología, economía política y estadística general. Fue regidor del ayuntamiento de Mahón entre 1965 y 1969, durante el gobierno de Gabriel Seguí Mercadal. Su familia fue una de las patrocinadoras de la Enciclopedia de Menorca.
Tras prestar servicios en Melilla, Menorca y en la Escuela de Estado Mayor, en 1981 fue ascendido a general de brigada y destinado al Estado Mayor de la V Región Militar. En febrero de 1983 fue ascendido a general de división y en abril fue nombrado comandante militar de Barcelona, cargo que dejó en septiembre del mismo año cuando fue nombrado gobernador militar de Navarra. En 1984 fue ascendido a teniente general, y en noviembre del mismo año fue nombrado capitán general de la V Región Militar (Aragón) en sustitución de Manuel Álvarez Zalba. Ocupó el cargo hasta que en diciembre de 1986 fue nombrado capitán general de la IV Región Militar (Cataluña) y posteriormente de la Región Militar Pirenaica Oriental, con sede en Barcelona. El 26 de septiembre de 1987 cesó en el cargo y fue sustituido por José Luis Carrasco Lanzós.

## Obra
- Hernández Carreras, Baldomero (2009 Con la colaboración del Instituto menorquín de Estudios ; Ayuntamiento de Maó). La Milicia Nacional y las quintas en Mahón durante el Trienio Liberal (1820-1823). Josep M. Vidal Hernández (prólogo). Consorcio Militar de Menorca, Instituto menorquín de Estudios y Ayuntamiento de Mahón. ISBN 978-84-934324-8-5.